# Подлесный (Ростовская область)
Подлесный — посёлок в Матвеево-Курганском районе Ростовской области.
Входит в состав Алексеевского сельского поселения.

## География

### Улицы
| - пер. Бригадный, - пер. Клубный, - пер. Кувшинный, - пер. Лесной, - пер. Миусский, - пер. Поворотный, - пер. Речной, | - ул. 1-я Садовая, - ул. Заводская, - ул. Подлесная, - ул. Северная. |

## История
В 1987 году  указом ПВС РСФСР поселку второго отделения совхоза «Сад-База» присвоено наименование Подлесный.

## Население
| 2010 |
| ---- |
| 343  |